# Mormaer
Mormaer, auch mormaor, ist ein schottischer Ausdruck und bezeichnete ab dem 10. Jahrhundert einen regionalen Provinzherrscher im frühmittelalterlichen Schottland. Die ursprüngliche Bedeutung lässt sich am ehesten mit „Großgrundbesitzer“, „Amtmann“ oder „Verwalter“ umschreiben. In Schottland gab es etwa 12 bis 15 Mormaerschaften; ursprünglich war ein Mormaer unmittelbar dem schottischen König unterstellt, was aber nicht überall der Realität entsprach.
Im Mittellateinischen wurde ein Mormaer mit comes oder gelegentlich dux übersetzt. Um 1200 veränderte sich die Bezeichnung, auf Urkunden wurde das Wort „mormaer“ durch „earllis“ ersetzt; der Titel wandelte sich zum Äquivalent eines englischen Earl (Grafen).

## Etymologie
Die Bezeichnung Mormaer stammt aus der Altgälischen Sprache, daher gab es diese Form wohl auch in Irland. So kam ein Mormaer dort direkt nach dem Hochkönig. Sie waren die Fürsten der sogenannten „mor-tuath“, was einer Provinz entspricht aber ursprünglich eine Volksgruppe oder ein Stammesgebiet meint. Ihnen unterstanden die „thanes“ oder „toisech“, die wiederum die Anführer der einzelnen „tuath“, „tribes“ (Stämme) oder „fines of lands“ (eine ehemalige Gebietsbezeichnung) waren, also der einzelnen Clans der Provinz. Die Erbfolge des Titels erfolgte zumeist innerhalb der Familie, es konnte jedoch auch zu Lebzeiten ein Nachfolger bestimmt werden. Die Encyclopædia Britannica bezeichnet Mormaer als einen keltischen Titel, der von den Pikten stamme. Er wird dort von gälisch mor (‚groß‘) und maer oder maor (englisch steward or bailiff ‚Verwalter‘) abgeleitet. Er bezeichnet einen der Herrscher der sieben schottischen Provinzen, in die das Gebiet nördlich der Flüsse Forth und Clyde unterteilt war. Der ursprünglich keltische Titel wurde von den Skandinaviern zu Jarl und später im 12. Jahrhundert unter anglonormannischem Einfluss zu Earl übersetzt. Die sieben Grafschaften Schottlands waren Angus, Atholl (mit Gowrie), Caithness (mit Sutherland), Fife, Mar (mit Buchan), Moray (mit Ross) und Strath Earn (mit Menteith). Eine andere Herleitung stellt Mormaer als Meerherrscher (englisch sea steward) dar und leitet dies von Maer als „Meer“ ab. Womöglich bestehen Analogien zu karolingischen Titeln wie Marquis oder Margrave (Markgraf), die auf die Funktion des Grenzschutzes hinweisen, so dass einem Mormaer eventuell ursprünglich der Schutz der Küstenlinie gegen Eindringlinge aus Skandinavien oblag.

## Gälische
- Mormaer von Angus
- Mormaer von Atholl
- Mormaer von Buchan
- Mormaer von Carrick
- Mormaer von Fife
- Mormaer von Lennox
- Mormaer von Mar
- Mormaer von Mearns
- Mormaer von Menteith
- Mormaer von Moray
- Mormaer von Ross
- Mormaer von Strathearn

### Auch
- Mormaer von Caithness oder Jarl von Orkney
- Earl of Dunbar
- Earl of Sutherland